# Казина
Это статья об итальянской коммуне. О русской писательнице Казиной см. статью Казина, Александра Никандровна
Казина (итал. Casina) — коммуна в Италии, в провинции Реджо-нель-Эмилия области Эмилия-Романья.
Население составляет 4390 человек (на 2001 г.), плотность населения составляет 68,8 чел./км². Занимает площадь 63,81 км². Почтовый индекс — 42034. Телефонный код — 0522.
Покровителем коммуны почитается святой апостол Варфоломей, празднование 24 августа.